# Rosnay, Indre

Rosnay este o comună în departamentul Indre, Franța. În 1 ianuarie 2022 avea o populație de 522 de locuitori.